# Gouvernement Hamrin
Ekman II Hansson I
Le gouvernement Hamrin est à la tête du royaume de Suède pendant quelques semaines durant l'été 1932.

## Histoire
Soupçonné d'avoir touché des pots-de-vin, le ministre d'État Carl Gustaf Ekman est contraint de démissionner le 6 août 1932. Son ministre des Finances Felix Hamrin, qui appartient lui aussi au Frisinnade folkpartiet, forme un gouvernement chargé d'assurer la direction du pays jusqu'aux élections législatives devant se tenir en septembre. La victoire des sociaux-démocrates à ces élections entraîne la chute du gouvernement Hamrin. Per Albin Hansson devient ministre d'État.
Le gouvernement Hamrin n'a duré que 49 jours : c'est le plus bref de toute l'histoire de la Suède.

## Composition
- Ministre d'État et ministre des Finances : Felix Hamrin
- Ministre de la Justice : Natanael Gärde (libéral)
- Ministre des Affaires étrangères : Fredrik Ramel (libéral)
- Ministre de la Défense : Anton Rundqvist (sans étiquette)
- Ministre des Affaires sociales : Sam Larsson
- Ministre des Communications : Ola Jeppsson
- Ministre des Affaires ecclésiastiques : Sam Stadener
- Ministre de l'Agriculture : Bo von Stockenström
- Ministre du Commerce extérieur : David Hansén
- Ministre sans portefeuille : Ragnar Gyllenswärd
- Ministre sans portefeuille : Åke Holmbäck (sans étiquette)
- Ministre sans portefeuille : Torsten Petersson